# KHL All-Star Game 2011
Die dritte Austragung des All-Star Game der Kontinentalen Hockey-Liga (russisch Матч Всех Звёзд Континентальной Хоккейной Лиги) fand am 5. Januar 2011 in der Eissportarena in Sankt Petersburg statt. Team Jágr setzte sich mit 18:16 gegen Team Jaschin durch.

## Format
Im Gegensatz zum Vorjahr änderte man das Format. Beim All-Star Game 2011 traf eine Auswahl von Spielern der West-Konferenz auf eine Auswahl von Spielern der Ost-Konferenz. Die Mannschaftskapitäne waren wie bei den beiden vorherigen Austragungen auch schon der Tscheche Jaromír Jágr vom HK Awangard Omsk (für die Auswahl der Ost-Konferenz) und der Russe Alexei Jaschin vom SKA Sankt Petersburg (für die Auswahl der West-Konferenz).
Vor dem eigentlichen All-Star-Game fand die KHL All-Star Skills Competition statt, in der die Spieler in verschiedenen Kategorien gegeneinander antraten und ihre Fähigkeiten unter Beweis stellten.

## Auswahl der Teilnehmer
Jedes der beiden Teams bestand aus zwei Torhütern, sechs Verteidigern und neun Stürmern. Die sechs Spieler, welche jeweils die Startformation ihrer Teams bildeten, wurden über die Webseite der KHL von den Fans selbst ausgewählt. Die restlichen Spieler pro Team wurden von Medienvertretern und der Ligenleitung der KHL ausgewählt.

### Mannschaftskader
Die Fans wählten folgende Startformationen aus:
| Team Jágr (Team Ost) | Team Jaschin (Team West) |
| --- | --- |
| - F – Jaromír Jágr (HK Awangard Omsk) C - F – Alexander Radulow (Salawat Julajew Ufa) - F – Roman Červenka (HK Awangard Omsk) - D – Ilja Nikulin (Ak Bars Kasan) - D – Martin Škoula (HK Awangard Omsk) - G – Michail Birjukow (HK Jugra Chanty-Mansijsk) | - F – Alexei Jaschin (SKA Sankt Petersburg) C - F – Maxim Suschinski (SKA Sankt Petersburg) - F – Sergei Mosjakin (Atlant Mytischtschi) - D – Sandis Ozoliņš (Dinamo Riga) - D – Alexander Guskow (Lokomotive Jaroslawl) - G – Dominik Hašek (HK Spartak Moskau) |

Durch Medienvertreter und die KHL-Ligenleitung wurden folgende Spieler nominiert:
| Team Jágr (Team Ost) | Team Jaschin (Team West) |
| --- | --- |
| - G – Stefan Liv (HK Sibir Nowosibirsk) - D – Janne Niskala (HK Metallurg Magnitogorsk) - D – Kevin Dallman (Barys Astana) - D – Denis Kuljasch (HK Awangard Omsk) - D – Konstantin Kornejew (Ak Bars Kasan) - F – Lukáš Kašpar (Barys Astana) - F – Patrick Thoresen (Salawat Julajew Ufa) - F – Alexei Morosow (Ak Bars Kasan) - F – Sergei Fjodorow (HK Metallurg Magnitogorsk) - F – Petri Kontiola (HK Metallurg Magnitogorsk) - F – Jewgeni Kusnezow (HK Traktor Tscheljabinsk) Trainer: - Sinetula Biljaletdinow (Ak Bars Kasan) - Kari Heikkilä (HK Metallurg Magnitogorsk) | - G – Konstantin Barulin (Atlant Mytischtschi) - D – Karel Rachůnek (Lokomotive Jaroslawl) - D – Denis Grebeschkow (SKA Sankt Petersburg) - D – Maxim Solowjew (OHK Dynamo) - D – Peter Podhradský (HK Dinamo Minsk) - F – Josef Vašíček (Lokomotive Jaroslawl) - F – Maxim Afinogenow (SKA Sankt Petersburg) - F – Mattias Weinhandl (SKA Sankt Petersburg) - F – Leo Komarov (OHK Dynamo) - F – Chris Simon (Witjas Tschechow) - F – Lauris Dārziņš (Dinamo Riga) Trainer: - Oļegs Znaroks (OHK Dynamo) - Vladimír Vůjtek senior (Lokomotive Jaroslawl) |

### Spielstatistik
Das dritte KHL All-Star Game fand am 5. Januar 2011 in der Eissportarena in Sankt Petersburg statt. Das Spiel sahen insgesamt 10.127 Zuschauer. Die Auswahl der Ost-Konferenz um Jaromir Jágr besiegte die von Alexei Jaschin angeführte Auswahl der West-Konferenz in einem äußerst torreichen Spiel knapp mit 18:16.
|            | Team       | Torschütze (Assists)                  | Zeitpunkt  |            |
| 1. Drittel | 1. Drittel | 1. Drittel                            | 1. Drittel | 1. Drittel |
| ---------- | ---------- | ------------------------------------- | ---------- | ---------- |
| 1-0        | Jágr       | Jaromír Jágr (Radulow)                | 03:50      |            |
| 1-1        | Jaschin    | Maxim Afinogenow (Vašíček)            | 05:02      |            |
| 2-1        | Jágr       | Alexander Radulow (Červenka, Niskala) | 07:18      |            |
| 3-1        | Jágr       | Jaromír Jágr (Červenka)               | 09:41      |            |
| 3-2        | Jaschin    | Chris Simon (Solowjow, Komarow)       | 13:07      |            |
| 4-2        | Jágr       | Sergei Fedorow (Kusnezow, Dallman)    | 17:10      |            |
| 4-3        | Jaschin    | Sergei Mosjakin (Suschinski, Jaschin) | 17:33      |            |
| 4-4        | Jaschin    | Sergei Mosjakin (Vašíček, Suschinski) | 18:36      |            |
| 5-4        | Jágr       | Alexei Morosow (Kašpar, Kornejew)     | 18:55      |            |
| 5-5        | Jaschin    | Maxim Afinogenow (Vašíček, Weinhandl) | 19:41      |            |
| 2. Drittel |            |                                       |            |            |
| 5-6        | Jaschin    | Maxim Suschinski (Jaschin)            | 21:05      |            |
| 6-6        | Jágr       | Lukaš Kašpar (Morosow, Niskala)       | 21:44      |            |
| 6-7        | Jaschin    | Lauris Dārziņš (Solowjow)             | 24:11      |            |
| 7-7        | Jágr       | Roman Červenka (Jágr, Radulow)        | 25:02      |            |
| 8-7        | Jágr       | Patrick Thoresen (Morosow)            | 26:19      |            |
| 9-7        | Jágr       | Jaromír Jágr (Červenka, Radulow)      | 28:10      |            |
| 9-8        | Jaschin    | Maxim Suschinski (Mosjakin, Jaschin)  | 28:41      |            |
| 9-9        | Jaschin    | Alexander Guskow                      | 28:56      |            |
| 9-10       | Jaschin    | Maxim Afinogenow                      | 34:07      |            |
| 9-11       | Jaschin    | Sergei Mosjakin (Jaschin)             | 37:54      |            |
| 9-12       | Jaschin    | Sergei Mosjakin (Jaschin)             | 39:26      |            |
| 3. Drittel |            |                                       |            |            |
| 10-12      | Jágr       | Roman Červenka (Nikulin, Radulow)     | 41:12      |            |
| 11-12      | Jágr       | Lukaš Kašpar (Kornejew, Thoresen)     | 41:56      |            |
| 12-12      | Jágr       | Denis Kuljasch (Kusnezow, Dallman)    | 42:11      |            |
| 13-12      | Jágr       | Ilja Nikulin (Škoula, Kusnezow)       | 43:45      |            |
| 13-13      | Jaschin    | Josef Vašíček (Afinogenow, Weinhandl) | 47:27      |            |
| 13-14      | Jaschin    | Sergei Mosjakin                       | 50:41      |            |
| 14-14      | Jágr       | Sergei Fedorow (Kusnezow, Dallman)    | 53:06      |            |
| 14-15      | Jaschin    | Alexei Jaschin (Mosjakin, Guskow)     | 54:51      |            |
| 15-15      | Jágr       | Alexei Morosow (Thoresen, Kašpar)     | 55:06      |            |
| 16-15      | Jágr       | Kevin Dallman (Fedorow)               | 57:00      |            |
| 16-16      | Jaschin    | Leonid Komarow (Simon)                | 57:40      |            |
| 17-16      | Jágr       | Martin Škoula (Jágr, Radulow)         | 58:43      |            |
| 18-16      | Jágr       | Jewgeni Kusnezow                      | 59:59      |            |